# Гетри

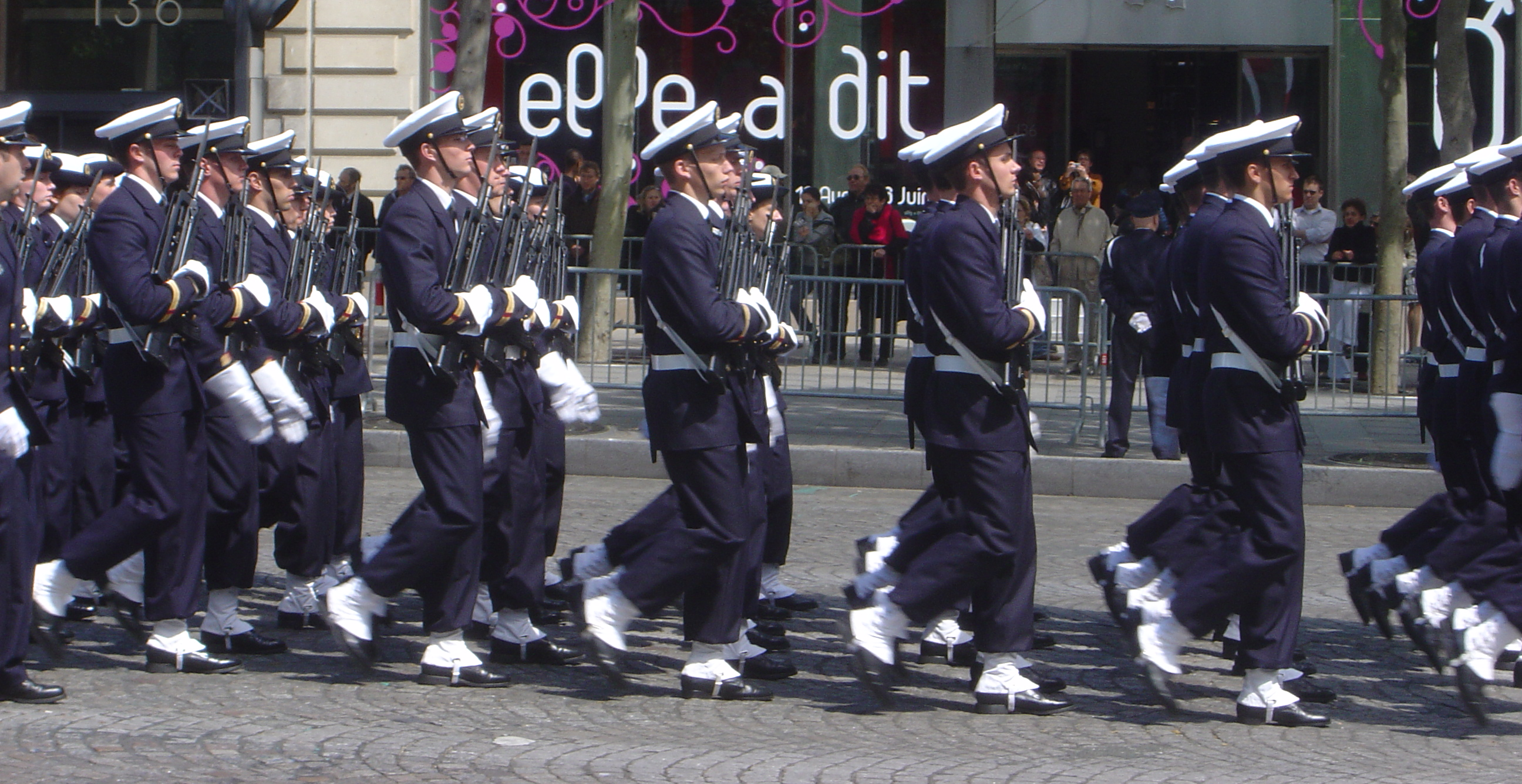
Французькі морські кадети в білих гетрах під час параду 8 травня

Гетри (від фр. guêtres) — застібна суконна накладка типу короткої (на щиколотці) накладної халяви або рід теплих панчіх, що надягають поверх взуття. Спочатку їх робили з шкіри або з щільного матеріалу, пізніше з сукна. Гетри на ґудзиках збоку називаються гамаші.
У 1990-ті — 2000-ні гетри знову увійшли в моду як жіночий аксесуар, а також як аксесуар для танців, що дозволяє швидко розігрівати м'язи ніг під час репетицій.
Нині вовняні гетри використовуються як елемент спортивного одягу, що захищає і зігріває ноги.

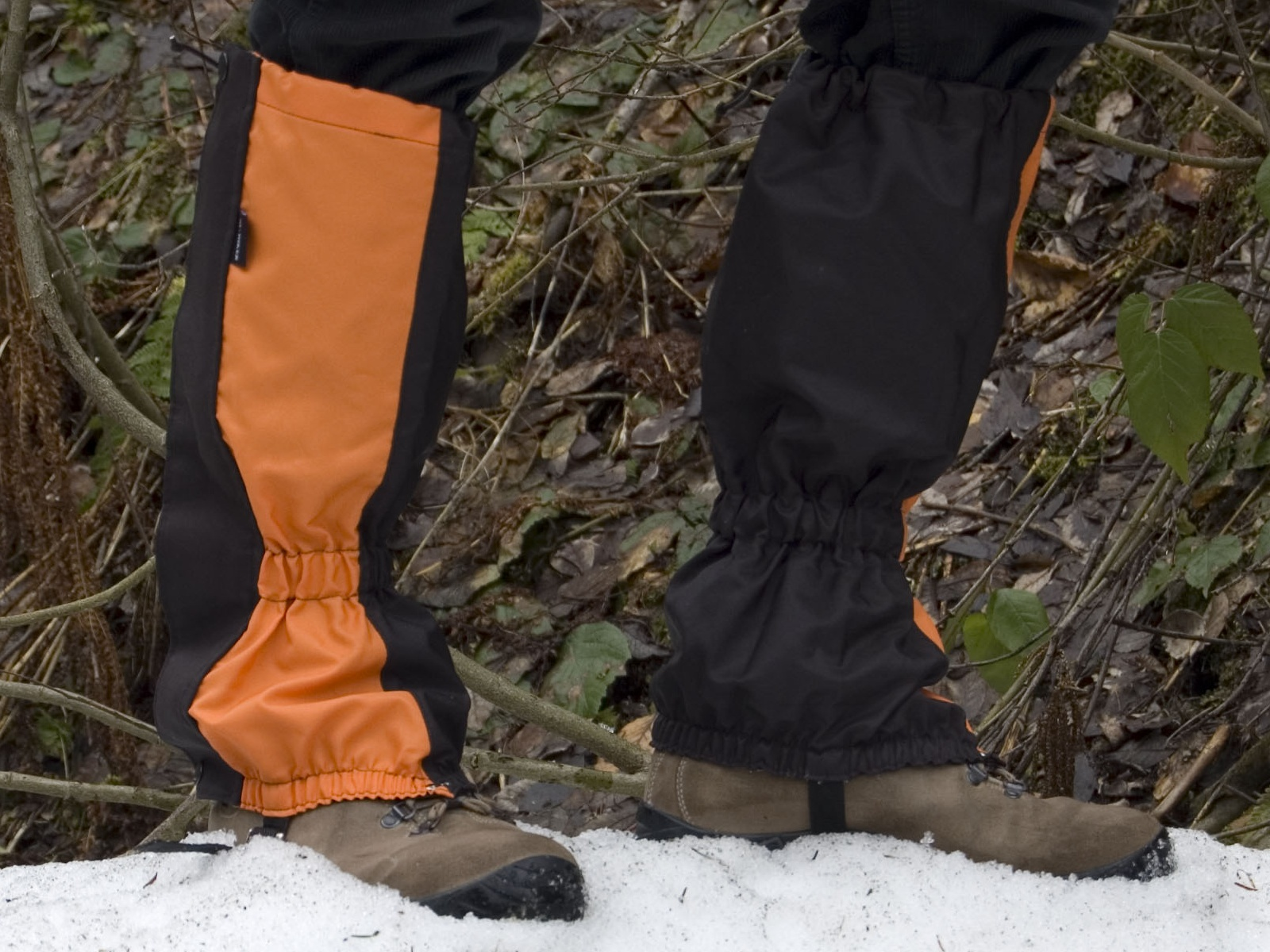
Сучасні туристичні гетри

Гетри отримали широке застосування в туризмі як захист від попадання всередину черевик бруду і води. Такі гетри крім фіксуючою резинки під коліном мають на нижній частині гачок, яким чіпляється за шнурки черевика, і ремінець — штрипку, що проходить під підошвою — для запобігання сповзання вгору. Виготовляють їх із тканин на основі нейлону або мембранних тканин (наприклад, Gore-Tex).
Також гетри можуть бути елементом спортивної форми. Наприклад, вони входять до складу комплекту форми професійних футболістів (у яких під гетрами кріпляться спеціальні захисні щитки, які потрібні для захисту від ударів по ногам під час гри). Ці гетри, як правило, без штрипки (нижнього ремінця), або штрипки гетр після надягання футбольного взуття знаходиться всередині бутси, щоб не перешкоджати ударам бутсою по м'ячу.